# Elecciones regionales de Apurímac de 2010
Las elecciones regionales de Apurímac de 2010 se llevaron a cabo el 3 de octubre de 2010 para elegir al presidente regional, vicepresidente y al Consejo Regional para el periodo 2011-2014. La elección se celebró simultáneamente con las elecciones regionales y municipales (provinciales y distritales) en todo el Perú.

## Sistema electoral
El Gobierno Regional de Apurímac es el órgano administrativo y de gobierno del departamento de Apurímac. Está compuesto por el presidente regional, el vicepresidente regional y el Consejo Regional.
La votación se realiza en base al sufragio universal, que comprende a todos los ciudadanos nacionales mayores de dieciocho años, empadronados y residentes en el departamento de Apurímac y en pleno goce de sus derechos políticos.
El presidente y vicepresidente regional son elegidos por sufragio directo. Para que un candidato sea proclamado ganador debe obtener no menos de 30 % de votos válidos. En caso ningún candidato logre ese porcentaje en la primera vuelta electoral, los dos candidatos más votados participan en una segunda vuelta o balotaje.
El Consejo Regional de Apurímac está compuesto por 7 consejeros elegidos por sufragio directo para un período de cuatro (4) años. La votación es por lista cerrada y bloqueada. Cada provincia del departamento de Apurímac constituye una circunscripción electoral. Se asigna a la lista ganadora los escaños según el método d'Hondt. La distribución y el número de consejeros regionales es la siguiente:
| Circunscripción                                                          | Escaños | Mapa |
| ------------------------------------------------------------------------ | ------- | ---- |
| Abancay, Andahuaylas, Antabamba, Aymaraes, Chincheros, Cotabambas y Grau | 1       |      |

## Composición del Consejo Regional de Apurímac
La siguiente tabla muestra la composición del Consejo Regional de Apurímac antes de las elecciones.
| Partidos | Partidos                           | Consejeros |
| -------- | ---------------------------------- | ---------- |
|          | Frente Popular Llapanchik          | 5          |
|          | Agrupación Independiente Sí Cumple | 1          |
|          | Unión por el Perú                  | 1          |

## Partidos y candidatos
A continuación se muestra una lista de los principales partidos y alianzas electorales que participaron en las elecciones:
| Candidatura | Candidatura       | Partidos y alianzas                                                             | Candidatos | Candidatos                | Ideología                                                          | Resultado previo | Resultado previo | Ref. |
| Candidatura | Candidatura       | Partidos y alianzas                                                             | Candidatos | Candidatos                | Ideología                                                          | Votos (%)        | Con.             | Ref. |
| ----------- | ----------------- | ------------------------------------------------------------------------------- | ---------- | ------------------------- | ------------------------------------------------------------------ | ---------------- | ---------------- | ---- |
|             | Llapanchik        | Lista - Frente Popular Llapanchik (Llapanchik)                                  |            | Dulio Salazar Morote      | Regionalismo apurimeño                                             | 27.04%           | 5                |      |
|             | APRA              | Lista - Partido Aprista Peruano (APRA)                                          |            | Wilber Venegas Torres     | Aprismo                                                            | 11.43%           | 0                |      |
|             | Todas las Sangres | Lista - Movimiento Macrorregional Todas las Sangres (Todas las Sangres)         |            | Edgar Villanueva Núñez    | Regionalismo apurimeño                                             | 8.90%            | 0                |      |
|             | MNI               | Lista - Movimiento Nueva Izquierda (MNI)                                        |            | Jesús Camacho Quispe      | Marxismo-leninismo Mariateguismo Socialismo democrático            | 4.27%            | 0                |      |
|             | PP                | Lista - Perú Posible (PP)                                                       |            | José Zuloaga Candia       | Socioliberalismo Democracia liberal Tercera vía                    | Nuevo            | Nuevo            |      |
|             | APP               | Lista - Alianza para el Progreso (APP)                                          |            | Luis Barra Pacheco        | Liberalismo económico Conservadurismo liberal Populismo de derecha | Nuevo            | Nuevo            |      |
|             | Kallpa            | Lista - Movimiento Popular Kallpa (Kallpa)                                      |            | Michael Martínez Gonzales | Regionalismo apurimeño                                             | Nuevo            | Nuevo            |      |
|             | MINKA             | Lista - Movimiento de Integración Kechwa Apurímac (MINKA)                       |            | Richard Arce Cáceres      | Regionalismo apurimeño                                             | Nuevo            | Nuevo            |      |
|             | PPA               | Lista - Poder Popular Andino (PPA)                                              |            | Elías Segovia Ruiz        | Regionalismo apurimeño                                             | Nuevo            | Nuevo            |      |
|             | Kaypi Progreso    | Lista - Kaypi Progreso (Kaypi Progreso)                                         |            | Raúl Gutiérrez Rodas      | Regionalismo apurimeño                                             | Nuevo            | Nuevo            |      |
|             | MER               | Lista - Movimiento Etnocacerista Regional Ama Sua, Ama Llulla, Ama Quella (MER) |            | Joys Quiroga Vargas       | Regionalismo apurimeño Etnocacerismo                               | Nuevo            | Nuevo            |      |

## Sondeos de opinión
La siguiente tabla enumera las estimaciones de la intención de voto en orden cronológico inverso, mostrando las más recientes primero y utilizando las fechas en las que se realizó el trabajo de campo de la encuesta. Cuando se desconocen las fechas del trabajo de campo, se proporciona la fecha de publicación.
Leyenda:
     Sondeo realizado en el periodo de prohibición legal de la difusión de sondeos de intención de voto.

### Intención de voto
La siguiente tabla enumera las estimaciones ponderadas (sin incluir votos en blanco y nulos) de la intención de voto.
|                               |            |   |      |      |      |     |     |      |  |  |
| Elecciones regionales de 2010 | 3 oct 2010 | — | 33.0 | 22.0 | 12.1 | 7.3 | 6.8 | 11.0 |  |  |
|                               |            |   |      |      |      |     |     |      |  |  |
| Ipsos Apoyo/América           | 3 oct 2010 | ? | 33.6 | 19.8 | –    | –   | –   | 13.8 |  |  |

## Resultados

### Gobierno Regional de Apurímac
|                      | Elías Segovia Ruiz        | Poder Popular Andino (PPA)                                              | 50,625  | 33.02 |  |  |  |
|                      | Michael Martínez Gonzales | Movimiento Popular Kallpa (Kallpa)                                      | 33,659  | 21.96 |  |  |  |
|                      | Wilber Venegas Torres     | Partido Aprista Peruano (APRA)                                          | 18,535  | 12.09 |  |  |  |
|                      | Dulio Salazar Morote      | Frente Popular Llapanchik (Llapanchik)                                  | 11,169  | 7.29  |  |  |  |
|                      | Luis Barra Pacheco        | Alianza para el Progreso (APP)                                          | 10,492  | 6.84  |  |  |  |
|                      | Richard Arce Cáceres      | Movimiento de Integración Kechwa Apurímac (MINKA)                       | 10,097  | 6.59  |  |  |  |
|                      | Edgar Villanueva Núñez    | Movimiento Macroregional Todas las Sangres (Todas las Sangres)          | 6,677   | 4.36  |  |  |  |
|                      | Joys Quiroga Vargas       | Movimiento Etnocacerista Regional Ama Sua, Ama Llulla, Ama Quella (MER) | 5,026   | 3.28  |  |  |  |
|                      | Jesús Camacho Quispe      | Movimiento Nueva Izquierda (MNI)                                        | 3,912   | 2.55  |  |  |  |
|                      | Raúl Gutiérrez Rodas      | Kaypi Progreso (Kaypi Progreso)                                         | 2,405   | 1.57  |  |  |  |
|                      | José Zuloaga Candia       | Perú Posible (PP)                                                       | 703     | 0.46  |  |  |  |
|                      |                           |                                                                         |         |       |  |  |  |
| Total                | Total                     | Total                                                                   | 153,300 |       |  |  |  |
|                      |                           |                                                                         |         |       |  |  |  |
| Votos válidos        | Votos válidos             | Votos válidos                                                           | 153,300 | 76.67 |  |  |  |
| Votos en blanco      | Votos en blanco           | Votos en blanco                                                         | 28,132  | 14.07 |  |  |  |
| Votos nulos          | Votos nulos               | Votos nulos                                                             | 18,504  | 9.25  |  |  |  |
| Votos emitidos       | Votos emitidos            | Votos emitidos                                                          | 199,936 | 83.49 |  |  |  |
| Abstenciones         | Abstenciones              | Abstenciones                                                            | 39,534  | 16.51 |  |  |  |
| Votantes registrados | Votantes registrados      | Votantes registrados                                                    | 239,470 |       |  |  |  |
|                      |                           |                                                                         |         |       |  |  |  |
| Fuente:              |                           |                                                                         |         |       |  |  |  |

### Consejo Regional de Apurímac
|                        |                                                                         |              |              |              |         |         |  |  |
| Partidos y coaliciones | Partidos y coaliciones                                                  | Voto popular | Voto popular | Voto popular | Escaños | Escaños |  |  |
| Partidos y coaliciones | Partidos y coaliciones                                                  | Votos        | %            | ±pp          | Total   | +/−     |  |  |
|                        | Poder Popular Andino (PPA)                                              | 37,526       | 26.15        | Nuevo        | 4       | +4      |  |  |
|                        | Movimiento Popular Kallpa (Kallpa)                                      | 31,922       | 22.25        | Nuevo        | 3       | +3      |  |  |
|                        | Partido Aprista Peruano (APRA)                                          | 14,288       | 9.96         | –1.47        | 0       | ±0      |  |  |
|                        | Frente Popular Llapanchik (Llapanchik)                                  | 12,335       | 8.60         | –18.44       | 0       | –5      |  |  |
|                        | Movimiento de Integración Kechwa Apurímac (MINKA)                       | 11,052       | 7.70         | Nuevo        | 0       | ±0      |  |  |
|                        | Alianza para el Progreso (APP)                                          | 9,779        | 6.81         | Nuevo        | 0       | ±0      |  |  |
|                        | Movimiento Etnocacerista Regional Ama Sua, Ama Llulla, Ama Quella (MER) | 8,670        | 6.04         | Nuevo        | 0       | ±0      |  |  |
|                        | Movimiento Nueva Izquierda (MNI)                                        | 7,379        | 5.14         | n/a          | 0       | ±0      |  |  |
|                        | Movimiento Macroregional Todas las Sangres (Todas las Sangres)          | 6,585        | 4.59         | –4.31        | 0       | ±0      |  |  |
|                        | Kaypi Progreso (Kaypi Progreso)                                         | 2,911        | 2.03         | Nuevo        | 0       | ±0      |  |  |
|                        | Perú Posible (PP)                                                       | 1,054        | 0.73         | Nuevo        | 0       | ±0      |  |  |
|                        |                                                                         |              |              |              |         |         |  |  |
| Total                  | Total                                                                   | 143,501      |              |              | 7       | ±0      |  |  |
|                        |                                                                         |              |              |              |         |         |  |  |
| Votos válidos          | Votos válidos                                                           | 143,501      | 71.77        | –11.02       |         |         |  |  |
| Votos en blanco        | Votos en blanco                                                         | 38,863       | 19.44        | +11.60       |         |         |  |  |
| Votos nulos            | Votos nulos                                                             | 17,572       | 8.79         | –0.58        |         |         |  |  |
| Votos emitidos         | Votos emitidos                                                          | 199,936      | 83.49        | –1.81        |         |         |  |  |
| Abstenciones           | Abstenciones                                                            | 39,534       | 16.51        | +1.81        |         |         |  |  |
| Votantes registrados   | Votantes registrados                                                    | 239,470      |              |              |         |         |  |  |
|                        |                                                                         |              |              |              |         |         |  |  |
| Fuente:                |                                                                         |              |              |              |         |         |  |  |

### Autoridades electas
| Cargo                                            | Autoridad electa | Autoridad electa        | Partido político | Partido político          |
| ------------------------------------------------ | ---------------- | ----------------------- | ---------------- | ------------------------- |
| Presidente Regional de Apurímac                  |                  | Elías Segovia Ruiz      |                  | Poder Popular Andino      |
| Vicepresidente Regional de Apurímac              |                  | Efraín Ambia Vivanco    |                  | Poder Popular Andino      |
| Consejero Regional de Apurímac (por Abancay)     |                  | Edwin Urquizo Contreras |                  | Poder Popular Andino      |
| Consejero Regional de Apurímac (por Andahuaylas) |                  | Gerardo Sulca Quintana  |                  | Movimiento Popular Kallpa |
| Consejera Regional de Apurímac (por Antabamba)   |                  | Rusby Zela Anamaría     |                  | Movimiento Popular Kallpa |
| Consejera Regional de Apurímac (por Aymaraes)    |                  | Lili Ramos Anampa       |                  | Poder Popular Andino      |
| Consejero Regional de Apurímac (por Chincheros)  |                  | Juan Ortíz Pillaca      |                  | Movimiento Popular Kallpa |
| Consejera Regional de Apurímac (por Cotabambas)  |                  | Margot Córdova Escobar  |                  | Poder Popular Andino      |
| Consejero Regional de Apurímac (por Grau)        |                  | Wilard Félix Palma      |                  | Poder Popular Andino      |